# Ragbi klub Loznica
Ragbi klub Loznica osnovan je 2015. godine sa ciljem razvoja, promocije i proširenja ragbi sporta u regionu zapadne Srbije. Klub je osnovan na Vidovdan i prvi je ragbi klub u istoriji grada Loznice. Zajedno su ga osnovali Branislav Jerotić, Nikola Radojčić i Dobrivoje Negić.

## O klubu
Tim je u svojoj debitantskoj sezoni 2016. godine uspeo da osvoji Prvenstvo B grupe Srbije, nakon čega su usledili i brojni drugi uspesi u svim kategorijama. 

## Mlađe kategorije
2017. godine smo započeli projekat škole ragbija u našem klubu. Treneri su položili za licence u World Rugby Federation preko Ragbi saveza Srbije i počeli prezentacije sporta po osnovnim školama u Loznici. Od početka je interesovanje bilo veliko i ubrzo su formirane U12 i U14 kategorije. Nekoliko meseci po početku rada učestvovali smo u zimskoj ligi Srbije zajedno sa još 6 klubova koji su pokrenuli isti projekat. Ostvarili smo smo odličan rezultat gde su U12 petlići su bili drugi, a U14 pioniri četvrti na kraju takmičenja.
Na proleće škola ragbija je brojala preko 50 novih članova. Krajem prve takmičarske godine oformili smo i kategoriju U16 kadeta. Aktivno smo učestvovali na prolećnim, jesenjim i zimskim turnirima Ragbi saveza Srbije, a naši najistaknutiji članovi su imali priliku da idu na letnje kampove u sportskom centru na Karatašu gde su zajedno sa drugarima i trenerima iz drugih klubova imali dva treninga dnevno i trening sa trenerom reprezentacije Srbije.
2020. škola ragbija je sa kategorijom U12 postigla najveći uspeh kada su osvojili Kup Srbije i Prvenstvo Vojvodine i doneli trofeje za petogodišnjicu kluba.